# Alexander Schmidt (Politiker)
Alexander Schmidt (* 17. Februar 1827 in Königsberg in der Neumark; † 26. November 1899 in Berlin) war ein deutscher Richter und Parlamentarier.

## Leben
Alexander Schmidt studierte Rechts- und Staatswissenschaften an der Schlesischen Friedrich-Wilhelms-Universität. 1848 wurde er Mitglied des Corps Borussia Breslau. Er wurde als Ehrencorpsbursch inaktiviert. Nach dem Studium schlug er die Richterlaufbahn ein. Er wurde Kreisgerichtsrat in Reetz. Später war er Kammergerichtsrat und zuletzt Landgerichtsdirektor in Berlin. 1894 wurde er pensioniert.
Von 1873 bis 1876 saß Schmidt als Abgeordneter des Wahlkreises Frankfurt 1 (Arnswalde, Friedeberg) im Preußischen Abgeordnetenhaus. Er gehörte der Fraktion der Nationalliberalen Partei an.